# Guerre de religion
Une guerre de religion est une guerre opposant les partisans de religions différentes.
En général, le terme est utilisé au pluriel avec un article défini (« les guerres de Religion ») et avec une majuscule à « Religion », pour désigner spécifiquement les conflits qui, en Europe, opposèrent catholiques et protestants aux XVIe et XVIIe siècles. Dans ce contexte, le mot « religion » s'écrit avec une majuscule initiale selon une tradition typographique française. C'est seulement à l'époque de Louis XIV que le terme de « guerre de Religion » s’établit pour désigner les conflits confessionnels des XVIe et XVIIe siècles.
Éric Suire, maître de conférences à l'université Bordeaux-Montaigne, fait remarquer, dans un article du 30 novembre 2017 publié dans le quotidien Sud Ouest, que : « si l’on voulait être rigoureux, il faudrait les qualifier de « guerres confessionnelles » ou de « guerres de confession », car elles opposèrent, entre eux, des fidèles qui appartenaient à la même religion chrétienne ».
Le terme est parfois utilisé aussi pour désigner les conflits qui vers la même époque opposèrent l'Europe chrétienne à l'Empire ottoman musulman.
En France les guerres de Religion ont opposé catholiques et protestants, principalement à la fin du XVIe siècle.